# Liste des évêques de Sansepolcro
Cette liste recense les évêques du diocèse de Sansepolcro. En 1975, Mgr Cioli, évêque d'Arezzo, est également nommé évêque de Sansepolcro puis aussi évêque de Cortone en 1978. Les trois sièges sont donc unis in persona episcopi. L'union plenière des trois diocèses est établie le 30 septembre 1986, en vertu du décret Instantibus votis de la congrégation pour les évêques, et la nouvelle circonscription ecclésiastique prend le nom de diocèse d'Arezzo-Cortone-Sansepolcro.

## Évêques
- Galeotto Graziani (1520-1522)
- Leonardo Tornabuoni (1522-1539) nommé évêque d'Ajaccio
- Filippo Archinto (1539-1546) nommé évêque de Saluces
- Alfonso Tornabuoni (1546-1557)
- Filippo Tornabuoni (1557-1559)
- Niccolò Tornabuoni (1560-1598)
- Alessandro Borghi (1598-1605)
- Girolamo Incontri (1605-1615)
- Giovanni Gualtieri (1615-1619)
- Filippo Salviati (1619-1634)
- Zanobi de' Medici, O.P (1634-1637)
- Dionisio Bussotti, O.S.M (1638-1654)
- Cherubino Malaspina, O.P (1655-1667)
- Giovanni Carlo Baldovinetti, O.P (1667-1671)
- Lodovico Malaspina (1672-1695)
- Gregorio Compagni, O.P (1696-1703) nommé évêque de Larino
- Giovanni Lorenzo Tilli (1704-1724)
- Bartolomeo Pucci (1724-1728) nommé évêque de Pescia
- Raimondo Pecchioli, O.P (1728-1748)
- Domenico Poltri (1749-1755) nommé évêque de San Miniato
- Adeodato Andrea Aldobrandini (1757-1771)
- Niccolò Marcacci (1771-1778) nommé évêque d'Arezzo
- Roberto Costaguti (1778-1818)
- Annibale Tommasi (1820-1845)
  - Siège vacant (1845-1849)
- Giuseppe Singlau (1849-1867)
  - Siège vacant (1867-1872)
  - Paolo Micallef (1867-1871) administrateur apostolique
  - Giuseppe Moreschi (1871-1872) administrateur apostolique
- Luigi Amadori Biscioni (1872-1875)
- Giustino Puletti (1875-1892)
- Raffaele Sandrelli (1892-1911)
- Pompeo Ghezzi (1911-1953)
- Domenico Bornigia (1953-1963)
- Abele Conigli (1963-1967) nommé évêque de Teramo et Atri
  - Siège vacant (1967-1975)
- Telesforo Giovanni Cioli, O.Carm (1975-1983)
- Giovanni D'Ascenzi (1983-1986) nommé évêque d'Arezzo-Cortona-Sansepolcro